# Amphioctopus arenicola
Amphioctopus arenicola is een inktvissensoort uit de familie van de Octopodidae. De wetenschappelijke naam van de soort werd voor het eerst geldig gepubliceerd in 2005 door Huffard & Hochberg.